# GnuTLS
GnuTLS – otwarta implementacja protokołu SSL (wersji 3) oraz TLS (wersji 1.0, 1.1 i 1.2). Udostępniana jest na licencji LGPL na systemy uniksopodobne i Microsoft Windows.